# Москвини, Мария
Мария Москвини (англ. Marie Mosquini; 3 декабря, 1899 — 21 февраля 1983) — американская актриса кино. С 1917 по 1929 снялась в 202 фильмах. После окончания средней школы начала работать на киностудии Хэла Роуча, во многих комедиях вместе с такими звёздами как Гарольд Ллойд, Снуб Поллард, и Стэн Лорел.
В октябре 1930 года Мария прекратила сниматься и вышла замуж за изобретателя Ли де Форесте, который был на 26 лет старше её. Она стала его четвёртой женой и прожила с ним до его смерти в 1961 году. В 1967 году Мария пожертвовала документы мужа и исторические прототипы в Perham Foundation (в настоящее время хранятся в Парке истории Сан-Хосе). В 1968 году она стала радиолюбителем; её позывной был WB6ZJR. В 1973 году приняла участие в радиопередаче, посвящённой столетию со дня рождения мужа.
Родилась и умерла в Лос-Анджелесе.

## Избранная фильмография
- 1917 — Мы никогда не спим / We Never Sleep
- 1917 — Все на борту / All Aboard
- 1917 — Любовь, смех и пена / Love, Laughs and Lather
- 1917 — Из Ларами в Лондон / From Laramie to London
- 1917 — Одинокий Люк теряет пациентов / Lonesome Luke Loses Patients
- 1917 — / Lonesome Luke’s Wild Women
- 1917 — Одинокий Люк — механик / Lonesome Luke, Mechanic
- 1917 — / Stop! Luke! Listen!
- 1917 — / Lonesome Luke on Tin Can Alley
- 1918 — Она не любит меня
- 1918 — / That’s Him
- 1918 — / Just Rambling Along
- 1918 — / No Place Like Jail
- 1918 — / The Tip
- 1919 — Из рук в рот
- 1919 — Дети капитана Кидда
- 1919 — Только его отец / His Only Father
- 1919 — Оплатить сборы
- 1919 — Подсчет голосов
- 1919 — Спросить отца
- 1919 — Мягкая деньги
- 1919 — Он ведет, другие следуют
- 1919 — Раджа
- 1919 — Будь моей женой
- 1919 — Не толкайтесь / Don’t Shove
- 1920 — Его королевская хитрость
- 1927 — Седьмое небо
- 1929 — Чёрная книга